# 祖舒亞·路斯
祖舒亞·路斯（英語：Joshua Rose，1981年12月16日—），是一名澳洲職業足球員，司職左閘，現效力澳職球會墨爾本城。
2009年從羅馬尼亞球會卡拉奧華大學來投後效力中岸水手，一直擔任球隊的左閘正選位置。2013年曾隨隊贏得總冠軍。
2016年8月11日，祖舒亞·路斯離開中岸水手加入墨爾本城簽一年合同。